# Монтегю, Эдвард, 1-й барон Монтегю из Боутона
Э́двард Монтегю́, 1-й баро́н Монтегю́ из Боу́тона (англ. Edward Montagu, 1st Baron Montagu of Boughton; ок. 1562 — 15 июня 1644) — английский аристократ и политический деятель.

## Биография
Эдвард Монтегю был старшим сыном сэра Эдварда Монтегю из Боутона и его супруги Элизабет Харингтон. дочери сэра Джеймса Харингтона. Получил образование в Крайст-черче, колледже Оксфордского университета, который закончил в марте 1579 года в степени бакалавра.
С 1595 по 1596 год Монтегю занимал должность главного шерифа Нортгемптоншира. Избирался в английский парламент от разных избирательных округов, где принимал активное участие с составлении некоторых законопроектов. В правление короля Якова I Монтегю был членом парламента от Нортгемптоншира, где вместе с другими членами парламента от этого графства подавал петицию королю в пользу тех министров графства, которые отказались от подписки. Из-за участия в этом деле он был лишен звания заместителя и мирового судьи в графстве Нортгемптоншир.
29 июня 1621 года ему был пожалован титул барон Монтегю из Боутона.
С 1635 по 1637 год занимался оценкой верфей и гаваней в графстве Нортгемптоншир.
Во время Английской революции Монтегю поддержал кавалеров, за что был арестован и отправлен в Тауэр. Из-за преклонного возраста и плохого состояния здоровья он был переведён в Савойский дворец, где содержался под охраной и скончался 15 июня 1644 года в возрасте 81 года.

## Семья
В первом браке с Элизабет Джеффри, дочерью сэра Джона Джеффри из Чиддингли имел дочь Элизабет (ум. 1654), которая была супругой Роберта Берти.
Во втором браке с Фрэнсис Коттон, дочерью Томаса Коттона из Конингтона имел четверых детей, среди которых:
- Эдвард Монтегю, 2-й барон Монтегю из Боутона[англ.] (11 июля 1616 – 10 января 1684), наследовал отцу
- Уильям Монтегю[англ.] (ок. 1618 — 26 августа 1706), член парламента, главный судья суда казначейства (1676—1686).
- Фрэнсис Монтегю, супруга Джона Меннерса, 8-го графа Ратленд, у пары было 7 детей.

Третий брак с Анной Крауч, дочерью Джона Крауча из Корнибери был бездетным.